# Gréoux-les-Bains

Gréoux-les-Bains este o comună în departamentul Alpes-de-Haute-Provence din sud-estul Franței. În 1 ianuarie 2022 avea o populație de 3.088 de locuitori.